# Miamirinae
Miamirinae zijn een onderfamilie van de zeenaaktslakken in de superfamilie Doridoidea.

## Taxonomie
De volgende taxa zijn bij de familie ingedeeld:
- Miamira Bergh, 1874[3]
- Ceratosoma Adams and Reeve, 1850
- Felimare Marcus and Marcus, 1967
- Mexichromis Bertsch, 1977
- Thorunna Bergh, 1878
- Hypselodoris Stimpson, 1855